# Малки бои
Малките бои (Ungaliophis) са род влечуги от семейство Боидни (Boidae).
Таксонът е описан за пръв път от швейцарския зоолог Фриц Мюлер през 1880 година.

## Видове
- Ungaliophis continentalis – Континентална боа джудже
- Ungaliophis panamensis